# Villers-sur-le-Mont
Villers-sur-le-Mont é uma comuna francesa na região administrativa de Grande Leste, no departamento das Ardenas. Estende-se por uma área de 5,3 km². Em 2010 a comuna tinha 111 habitantes (densidade: 20,9 hab./km²).